# Heteropoda bhattacharjeei
Heteropoda bhattacharjeei là một loài nhện trong họ Sparassidae.
Loài này thuộc chi Heteropoda. Heteropoda bhattacharjeei được Subhendu Sekhar Saha & Dinendra Raychaudhuri miêu tả năm 2007.